# Municipalitatea Ensenada, Baja California

Zona municipalităţii Ensenada pe harta statului Baja California.

Ensenada este o municipalitate (și totodată reședința municipalității) din statul Baja California, Mexico. 
1. 1 2   http://www.snim.rami.gob.mx/ Lipsește sau este vid: |title= (ajutor)
2. ↑  Institutul național de statistică, geografie și informatică
3. ↑   http://tucodigo.mx/index.php?estado=2&mpio=1&b_query=mpio Lipsește sau este vid: |title= (ajutor)